# Orbitalbewegung (Wasserwellen)

Tiefwasserwelle nach Stokes:
Orbitalbahnen der Wasserteilchen, beginnend an zwei Positionen mit dem Abstand einer halben Wellenlänge

Flachwasserwelle nach Stokes:
Orbitalbahnen der Wasserteilchen, beginnend an zwei Positionen mit dem Abstand einer halben Wellenlänge

Unter Orbitalbewegung (von lateinisch orbis, Kreis) wird bei Wasserwellen die Bewegung der Wasserteilchen verstanden. In tiefem Wasser sind die Bahnen der Wasserteilchen beim Passieren einer Welle nahezu kreisförmig und in flachem Wasser nahezu elliptisch. Die Abweichung von der exakt kreisförmigen bzw. exakt elliptischen Bahnform ist auf eine überlagerte Driftgeschwindigkeit {\displaystyle U} (Massentransportgeschwindigkeit) zurückzuführen, die der Wellenfortschrittsgeschwindigkeit {\displaystyle c\gg U} gleichgerichtet ist. Die Driftgeschwindigkeit wächst mit zunehmender Wellensteilheit {\displaystyle S=H/L} ({\displaystyle H=} Wellenhöhe, {\displaystyle L=} Wellenlänge) und bewirkt die Ausbildung spiralförmiger Orbitalbahnen, vergl. nebenstehende Animationen.

## Teilchenbewegung im Wellenfeld
In der Praxis verwendete Wellentheorien gehen davon aus, dass jegliche Orbitalbewegung in einer Tiefe, die etwa der halben Wellenlänge entspricht, vernachlässigbar gering ist und eine wellenerzeugte Durchmischung – im Gegensatz zu den Wirkungen anderer Strömungen – unterhalb dieser Marke nicht mehr stattfindet. Als Näherung wird die Abnahme der Bewegungsamplituden mit zunehmender Entfernung von der Wasseroberfläche nach einem Exponentialgesetz angenommen.
Bei periodischen Wellen, die in Bereiche abnehmender Wassertiefe hineinlaufen, verändern sich die vorher kreisförmigen Bahnen zu offenen Ellipsen, bis die Orbitalbewegung im Verlauf des Wellenbrechens ihren zirkularen Charakter dadurch verliert, dass ihre horizontale Komponente auf Kosten der vertikalen Komponente anwächst.
Nach dem Brechvorgang (hier noch nicht bildlich dargestellt) ist die Wellenbewegung aperiodisch; die Bewegung der einzelnen Wasserteilchen erstreckt sich über die gesamte Wassertiefe etwa gleichermaßen horizontal in küstenwärtiger Richtung.

## Berechnungen nach Gerstner

Trochoidale Tiefwasserwelle nach Gerstner: Momentane Richtungen der Orbitalgeschwindigkeit an verschiedenen Positionen der Wellenoberfläche

Häufig ist es ausreichend, den Massentransport unberücksichtigt zu lassen und anzunehmen, dass sich die einzelnen Wassermoleküle sich entsprechend der Trochoidaltheorie nach Gerstner auf Kreisbahnen bewegen, insbesondere für Wellen über großer Wassertiefe (Tiefwasserwellen), die kreisförmige Wasserteilchenkinematik als auch für die Oberflächenkontur liefert diese Vereinfachung befriedigende Ergebnisse.
Die Wellenperiode {\displaystyle T} ({\displaystyle =1/f}; Kehrwert der Frequenz {\displaystyle f}) ist die Umlaufzeit, die dem Vorrücken der Welle um eine volle Wellenlänge entspricht. Somit ist die Orbitalgeschwindigkeit (Tangentialgeschwindigkeit der Kreisbahn) an der Wasseroberfläche:
{\displaystyle w={\frac {2\cdot \pi \cdot r}{T}}={\frac {\pi \cdot H}{T}}}
und die Wellenfortschrittsgeschwindigkeit (Phasengeschwindigkeit des Wellenberges)
{\displaystyle c={\frac {L}{T}}}.
Wird angenommen, dass sich der Beobachter mit der Phasengeschwindigkeit des Wellenberges mitbewegt, sind die Kreisbewegung für den Beobachter nicht mehr stationär und es ergibt sich ein Geschwindigkeitsunterschied {\displaystyle \Delta w} der Wasserteilchen am Wellenkamm und im Wellental, der die Orbitalgeschwindigkeit der Teilchen über ihre kinetische und potentielle Energie beschreiben lässt:
{\displaystyle w={\frac {g\cdot H}{2\cdot c}}}
daraus folgt für die Wellenfortschrittsgeschwindigkeit:
{\displaystyle c={\sqrt {\frac {g\cdot L}{2\cdot \pi }}}}
Mit {\displaystyle g} als Schwerebeschleunigung, {\displaystyle L} für die Wellenlänge und {\displaystyle H} als Wellenhöhe bzw. Durchmesser der Kreisbewegung.

## Technische Bedeutung
Für praktische Anwendungen wird die resultierende Orbitalgeschwindigkeit in zwei senkrecht zueinander stehende Komponenten zerlegt.
Da an einer festen Begrenzung keine Geschwindigkeitskomponenten senkrecht dazu möglich sind, kommt es hier etwa zu einer Verdoppelung der tangentialen Komponente. Dementsprechend ist die Amplitude der horizontalen Schwingung der Wasserteilchen am Boden etwa doppelt so groß wie die Amplitude, die in derselben Tiefe vorliegen würde, wenn der Boden nicht vorhanden wäre. Dieser Sachverhalt ist von besonderer Bedeutung, weil durch wellenerzeugte Sohlströmungen der Sedimenttransport bewirkt wird.
Ähnliches gilt für die Verdoppelung der vertikalen Schwingungsamplitude der Wasserteilchen an einer vertikalen Wand, wo es zur Ausbildung einer stehenden Welle (Clapotis) kommt.
Zur Abschätzung der Wellenkräfte, die auf getauchte Bauwerksstrukturen (z. B. Pfahlbauwerke, Unterwasser-Pipelines) ausgeübt werden, wird in den betreffenden Kraftansätzen neben der örtlichen Orbitalgeschwindigkeit {\displaystyle w} auch die Orbitalbeschleunigung {\displaystyle {\tfrac {\mathrm {d} w}{\mathrm {d} t}}} verwendet.

## Geschichte
Die trochoidale Wellentheorie wurde 1804 von Franz Josef von Gerstner entwickelt und ist als Grundlage aller folgenden Wellentheorien anzusehen, da sie bereits die Abnahme von Orbitalbahnradien zum Meeresboden hin enthält. Gerstner war dabei von der Rotation der Wasserteilchen um Orbitalzentren ausgegangen und erhielt daraus für die Wasseroberfläche die Form einer zyklischen Kurve.
Ebenfalls von den Bahnlinien der Wasserteilchen ausgehend oder unter Verwendung des Geschwindigkeitspotentials sind alle anderen heute bekannten Näherungslösungen entstanden. Bevorzugte Verwendung findet die Lineare Wellentheorie nach Airy/Laplace (1845), der als Wellenform eine Kosinusfunktion zugrunde liegt und die keinen Massentransport beinhaltet. Im Gegensatz dazu stehen die Wellentheorien höherer Ordnung nach Stokes (1880). Für Flachwasserwellen wurde von Korteweg und De Vries (1895) die Cnoidaltheorie entwickelt und für sehr flaches Wasser nahe der Brecherzone von Munk (1949) die Einzelwellentheorie.